# Thorleif Schjelderup-Ebbe
Thorleif Schjelderup-Ebbe (né le 12 novembre 1894 à Oslo, mort le 8 juin 1976 à Oslo) était un zoologiste norvégien.

## Biographie
En 1921, ll décrivit la hiérarchie de dominance chez les poulets qu'il appela « ordre de préséance » dans le cadre de son doctorat. Ses travaux sont partiellement basés sur l'observation de ses propres poulets, menée depuis ses dix ans.

## Publications
- Beiträge zur Biologie und Sozial- und Individualpsychologie bei Gallus domesticus, Greifswald 1921
- Gallus domesticus in seinem täglichen Leben, Dissertation Universität Greifswald, 12 mai 1921